# Reasat Islam Khaton
Reasat Islam Khaton (Bengali: রিয়াসাত ইসলাম খাতন; * 1. August 1989 in Dhaka) ist ein bangladeschischer Fußballspieler, der als Mittelfeldspieler spielt.
Er ist der erste Bangladeschi, der ein Pflichtspiel für die erste Mannschaft eines europäischen Erstligisten bestritt und außerdem der erste bangladeschische Fußballspieler, der in Südamerika Profifußball spielte.

## Karriere

### Verein
Khatons zog mit seiner Familie im Alter von fünf Jahren nach Deutschland und begann im folgenden Jahr beim Freiburger FC Fußball zu spielen. Mit 14 Jahren wechselte er in die Jugendmannschaft des SC Freiburg. Khaton spielte von 2006 bis 2008 für die U-19-Mannschaft des SCF und wechselte im Sommer 2008 in die zweite Mannschaft des KSV Hessen Kassel.
Von 2008 bis 2014 spielte er für mehrere viert- bzw. fünftklassige deutsche Vereine, unter anderem 2009 beim FSC Lohfelden. Danach erzielte er für den 1. FC Schwalmstadt in 14 Ligaspielen drei Tore und in drei Pokalspielen vier Tore.
Im Dezember 2014 wurde Khaton vom philippinischen Erstligisten Pachanga Diliman verpflichtet. Am 20. Juni 2015 gab Khaton sein Debüt in der Philippines Football League gegen Green Archers United.
Im Januar 2017 wurde er vom nordirischen Zweitligisten Carrick Rangers verpflichtet, konnte aber verletzungsbedingt nicht spielen. Danach stand er von August 2017 bis Juli 2018 beim walisischen Klub Carmarthen Town unter Vertrag.
Am 9. Juli 2018 wurde Khaton vom Aufsteiger in die Welsh Premier League AFC Llanelli unter Vertrag genommen. Er gab sein europäisches Erstligadebüt am 18. August 2018 mit einem 3:2-Sieg gegen den Cefn Druids AFC, als er in der 90. Minute für Jordan Follows eingewechselt wurde. Durch dieses Spiel war er auch der erste in Bangladesch geborene Spieler, der in einem europäischen Erstligaklub spielte.
Im Januar 2022 wurde Khaton vom albanischen Zweitligisten KS Shkumbini Peqin verpflichtet. Am 9. April 2022 gab Khaton am 26. Spieltag sein Debüt in der Kategoria e Parë gegen FK Turbina Cërrik, als er für Mishel Hasbajrami eingewechselt wurde. Im selben Jahr unterschrieb er beim venezolanischen Verein Deportivo Rayo Zuliano und gab für diesen Verein sein Debüt in der Segunda División beim 4:4-Unentschieden gegen den Titanes FC.
Seit 1. Januar 2024 ist Khaton beim SSV Sand in der Verbandsliga Hessen Nord aktiv.

### Nationalmannschaft
Im Juli 2013 kam Reasat Khaton zum ersten Mal nach Bangladesch, um sich um einen Platz in der bangladeschischen Fußballnationalmannschaft zu bewerben, als der niederländische Trainer Lodewijk de Kruif nach im Ausland aktiven Spielern suchte, um seinen Kader für die Fußball-Südasienmeisterschaft 2013 zu verstärken. Khaton wurde jedoch nicht für den Hauptkader der Nationalmannschaft für diese Ausgabe der SAFF-Meisterschaft ausgewählt.
Im Mai 2015 wurde Khaton von Lodewijk de Kruif erneut für internationale Einsätze gegen Singapur und Afghanistan berufen. Bei beiden Spielen saß er auf der Bank und kam nicht zum Einsatz.